# Francesca Pettinelli
Francesca Pettinelli (Roma, 27 marzo 1973) è una cantante, attrice e ballerina italiana.

## Biografia
Fin da giovanissima studia danza e canto e nel 1987 partecipa al concorso Miss Teenager.
Dopo il diploma in lingue straniere e alcune partecipazioni secondarie (tra cui una come ballerina/corista in un'esibizione di Rocky Roberts), inizia la sua carriera nel mondo dello spettacolo nel 1990 entrando a far parte del cast di Domenica In su Rai 1 diretto da Gianni Boncompagni, dove tra le varie ragazze presenti avrà un ruolo di primo piano, tanto da meritarsi una menzione nei titoli di coda.
Nel 1991, insieme ad alcune delle ragazze protagoniste della passata edizione di Domenica In alla Rai, passa all'allora Fininvest con Non è la Rai su Canale 5, sempre di Gianni Boncompagni, dove nella prima edizione (condotta da Enrica Bonaccorti) sarà una delle ragazze più messe in luce per le sue qualità canore e per il suo talento artistico – sarà una delle poche ragazze a cantare sempre con la propria voce e non doppiata da coriste – soprattutto nella versione estiva, il programma serale di Canale 5 Bulli & pupe (condotto da Paolo Bonolis), dove canterà dei medley sia da solista che in gruppo con altre colleghe di tra cui Antonella Elia, Laura Freddi, Miriana Trevisan e Sabrina Marinangeli.
Resterà a Non è la Rai fino al novembre del 1994. Durante la sua permanenza nello storico programma di Boncompagni parteciperà all'incisione di quattro compilation musicali ed inciderà anche un disco da solista (Dance with Francesca), che contiene cover di canzoni di grandi artisti americani come Tina Turner e Stevie Wonder.
Successivamente lavora come cantante per Ike Terry e Dj Flash e si esibisce nei locali del Lazio, accompagnata dalla rock band "Lavori in corso".
Nel 1996 insieme ad altre ex colleghe di Non è la Rai (Veronica Cannizzaro, Alessia Barela e Patrizia Abbadi)
darà vita ad una band musicale, le "TVB", e incideranno per l'etichetta musicale Emergency Music il singolo "I ragazzi in discoteca", che avrà diversi passaggi sia radiofonici che televisivi su TMC.
Successivamente interrompe la propria carriera lavorativa, per trasferirsi a Londra, per ampliare la sua cultura musicale e perfezionare l'inglese, qui lavorerà come cameriera in discoteche e locali notturni.
Dopo essere tornata in Italia, nel 2000, grazie ad un'altra ex ragazza del programma, Sabrina Impacciatore, conosce un autore, Giuseppe Laleggia, con il quale inizia a collaborare per incidere una serie di brani, che avrebbero dovuto formare un nuovo album. Nel novembre 2001 escono per "Amiata Records" due di questi brani, i singoli Bambola e Non ti amo baby, ma, per problemi legati a difficoltà nella distribuzione, nonostante i testi delle canzoni siano già stati scritti e alcune canzoni già incise, l'idea di produrre un intero album viene accantonata.
Sempre in quello stesso anno ha partecipato alla registrazione di un programma, Non era la Rai, dove insieme ad altre ex ragazze di Non è la Rai ha ricordato il 10º anniversario dalla nascita del programma.
Nel 2003 è impegnata nella preparazione di un disco in lingua inglese, con la band rock "The Default".
Dal 2005 è voce della "X-Band", con la quale si esibisce in vari locali di Roma, con un repertorio di cover dance degli anni settanta, ottanta e novanta.
Il 2006 la vede impegnata con i The Default, la X-Band e i 509, con cui lavora su un progetto di tributo a PJ Harvey. Nel dicembre dello stesso anno, parteciperà con altre nove ex ragazze di Non è la Rai, tra cui Pamela Petrarolo e Ilaria Galassi, al programma di Rai 2 Libero, condotto da Alessandro Siani.
Nel 2007 partecipa alla manifestazione "Emergenza Rock 2007".
Ha posato per un calendario benefico per il 2007 con altre 12 ex ragazze di Non è la Rai, mentre diventa la voce degli "Uonna" con i quali ha inciso Boom Boom, un singolo stampato solo in vinile.
Nel 2014 pubblica un ebook dal titolo Non era la mia vita, dove racconta la sua passione per la musica e lo spettacolo e la sua esperienza personale.
A novembre 2014 è la protagonista di uno spettacolo teatrale dal titolo I'm not religious.
Nel mese di ottobre 2020 pubblica il nuovo singolo Liberi.

## Televisione
- Domenica in (Rai 1, 1990-1991)
- Non è la Rai (Canale 5, 1991-1993; Italia 1, 1993-1994)
- Primadonna (Italia 1, 1991)
- Capodanno con Canale 5 (Canale 5, 1991-1992, 1992-1993)
- Serata d'amore per San Valentino (Canale 5, 1992)
- Carnevale con Canale 5 (Canale 5, 1992)
- La notte della bellezza (Canale 5, 1992)
- La grande festa di Non è la Rai (Canale 5, 1992)
- Bulli & pupe (Canale 5, 1992)
- Rock 'n' Roll (Italia 1, 1993)
- Non era la Rai (Italia 1, 2001)
- Non è la Rai speciale (Happy Channel, 2005)
- Libero (Rai 2, 2006)

## Discografia

### Album
- 1994 – Dance with Francesca

### Singoli
- 1997 – I ragazzi in discoteca (con le TVB)
- 2001 – Bambola
- 2020 – Liberi

### Compilation
- 1993 – Non è la Rai con la canzone Uno Più Bello
- 1993 – Non è la Rai 2 con la canzone Superstition
- 1993 – Non è la Rai sTREnna con la canzone The Right Thing
- 1994 – Non è la Rai novanta5 con la canzone Black Is Black

## Teatro
- I'm not religious, interpretato da Francesca Pettinelli, scritto e diretto da Marco Marciani (2014)